# Eberhart Zrenner
Eberhart Zrenner (Munique, 18 de outubro de 1945) é um médico alemão. Foi professor de oftalmologia da Universidade de Tübingen.
É desde abril de 2013 professor sênior do Werner Reichardt Centrum für Integrative Neurowissenschaften (CIN).

## Publicações
- Der Einfluss der Modulationsübertragungsfunktion des Froschauges auf die Intensitätsverteilung des retinalen Bildes in Abhängigkeit von der Defokussierung (unveröff. Diss. TU München 1973)
- Neurophysiological aspects of color vision in primates : comparative studies on simian retinal ganglion cells and the human visual system, 1983 (ISBN 3-540-11653-2, ISBN 0-387-11653-2)
- Wissenschaftliche und praktische Aspekte der Neuroprothetik : subretinale Multiphotodioden-Felder als "Augenprothesen", gedruckte Version eines Vortrags, 2003 (ISBN 3-506-71697-2)
- Medikamentennebenwirkungen und Intoxikationen in der Neuroophthalmologie, in: Praktische Neuroophthalmologie, 2004 (ISBN 3-922777-56-2), S. 213-222
- Sehchips - Hoffnung für Blinde (mit H. Haemmerle), in: Spektrum der Wissenschaft, Sonderausgabe 2/2004, S. 20-25